# إدواردو بريتو
إدواردو بريتو (بالإسبانية: Eduardo Brito)‏ (و. 1906 – 1946 م)هو مغن من جمهورية الدومينيكان .